# Osmolalitet
Osmolalitet er et kemisk begreb, der betegner antal mol osmotisk aktive partikler pr. kg opløsningsmiddel (altså f.eks. sukkermolekyler/kg vand). 
Det komplementære udtryk, osmolaritet, er tilsvarende = antallet af mol osmotisk aktive partikler pr. liter opløsning (altså f.eks. sukkermolekyler/l vandig opløsning).